# Bí mật giấu kín
Bí mật giấu kín (tiếng Anh: Control Z) là một loạt phim truyền hình trực tuyến chính kịch dành cho thanh thiếu niên do Mexicodo Carlos Quintanilla Sakar, Adriana Pelusi và Miguel García Moreno sản xuất và được Lemon Studios phát triển cho Netflix được công chiếu trên Netflix vào ngày 22 tháng 5 năm 2020. Chương trình có sự góp mặt các ngôi sao Ana Valeria Becerril, Michael Ronda, Yankel Stevan và Zión Moreno. Ngay sau khi phát hành, loạt phim đã được gia hạn cho phần thứ hai vào ngày 29 tháng 5 năm 2020. Phần 2 được phát hành vào ngày 4 tháng 8 năm 2021, dự kiến phát hành trong suốt 2021.

## Nội dung
Khi một hacker bắt đầu tiết lộ bí mật của các học sinh ra khắp trường trung học, Sofia – nữ sinh tinh tường nhưng cô lập xã hội – nỗ lực vạch trần danh tính của kẻ này.
Bé gái mừng sinh nhật
Javier – nam sinh mới – bắt đầu đi học và gặp nữ sinh siêu tinh tường Sofia. Bí mật của một học sinh khác bị tiết lộ công khai, khiến cả trường học náo động.
Nạn nhân
Hacker ẩn danh tiếp tục tiết lộ thêm nhiều bí mật của các học sinh, với những hậu quả sâu rộng. Khi tình bạn bị thử thách, Sofia tiến hành điều tra.
Kẻ ngốc
Sự hung hăng của Gerry đối với Luis leo thang. Tên hacker đẩy mọi chuyện tới đỉnh điểm. Sofia lo lắng về các mối đe dọa đối với cô.
Lớp học ban đêm
Sofia thấy áp lực khi tên hacker đe dọa sẽ khiến cô chao đảo. Raul tổ chức một bữa tiệc lớn, đầy hỗn loạn cho toàn thể học sinh. Natalia đang rất cần tiền.
Mặt đối mặt
Raul và Javier chật vật để hòa hợp khi họ giúp Sofia truy tìm kẻ bắt cóc. Trong khi đó, tên hacker đe dọa sẽ tiết lộ bí mật của tất cả mọi người.
Mày hiểu được thật sự bao nhiêu về Javier?
Quá khứ của Javier bị nghi ngờ khi Raul và Sofia xem xét một sự cố trong quá khứ của cậu. Gerry tiếp tục đến thăm Luis trong bệnh viện.
Bí mật giấu kín
Những cảnh phim của học kỳ trước tiết lộ loạt sự kiện đã khơi mào vụ hack thông tin toàn trường.
Kẻ thù chung
Quintanilla trừng phạt một sinh viên bị tình nghi trong vụ hack thông tin. Rosita khăng khăng tổ chức bữa tiệc NONA được mong đợi tại trường, với vô số bất ngờ.